# Ducati GT 1000
La Ducati GT 1000 è una motocicletta prodotta dalla casa motociclistica italiana Ducati dal 2006 al 2010.

## Descrizione
Inspirata alla Ducati GT750 e disegnata da Pierre Terblanche, la Ducati GT1000 utilizzava un telaio a traliccio tubolare in acciaio simile a quello della Paul Smart e alla Sport 1000, e lo stesso motore Desmo V2 da 992 cm³. Il telaio differiva da quello della Sport1000 per l'aggiunta di nuovi punti di ancoraggio per i doppi ammortizzatori e di nuovi pannelli laterali. La GT1000 aveva un manubrio da turismo, montato sulle stesse forcelle anteriori della Marzocchi a steli rovesciati da 43 mm.
Mentre la parte posteriore aveva un aspetto retro che richiamava le moto anni settanta, i componenti erano però moderni. La sospensione posteriore utilizzava doppi ammortizzatori Sachs, regolabili nel precarico della molla, montati su un forcellone con sezione da 60 mm. Gli ampi cerchi Excel da 17 pollici in acciaio cromato (con 36 raggi) sono costituiti da raggi spessi 4,4 mm e fissati a mozzi in lega di alluminio con pneumatici a camera d'aria.
I freni anteriori della GT1000 erano derivati dagli altri modelli SportClassic, e montavano due pinze flottanti Brembo e dischi semiflottanti del diametro di 320 mm e dello spessore di 4 mm. L'impianto frenante posteriore era costituito da una pinza Brembo flottante a pistoncino singolo da 34 mm con pastiglie ad alto attrito e un disco da 245 mm.

I doppi scarichi e silenziatori erano stati progettati per assomigliare ai silenziatori originali "Conti" a "cono inverso" che erano presenti sulle Ducati originali degli anni '70.
La GT 1000 Touring era una versione in edizione speciale con parafanghi cromati, un piccolo portapacchi cromato, un manubrio più alto e un parabrezza.

## Meccanica
Sotto l'aspetto meccanico, la moto presenta il già propulsore a L di 90° raffreddato ad aria da 992 cm³ di cilindrata; l'iniezione elettronica è comandata da una centralina Magneti Marelli. Il motore è lo stesso modello già precedentemente utilizzato sulla serie Monster 1000 e S2R 1000. Non varia l'impostazione di base del motore: due le valvole per cilindro a distribuzione desmodromica comandate da una doppia cinghia dentata.

## Ciclistica
Il telaio è costituito dal classico traliccio in tubi d'acciaio ALS450. A questo si aggiungono una forcella Öhlins del tipo a upside-down (o a steli rovesciati) con steli da 43 mm e riporto in TiN sia sugli steli che sui foderi.